# Joseph Boehm
Pour les articles homonymes, voir Boehm.
Joseph Edgar Boehm, 1er baronnet, né le 6 juillet 1834 à Vienne (Autriche) et mort le 12 décembre 1890 à Londres, est un sculpteur et médailleur anglais d'origine autrichienne, actif en Angleterre.

## Biographie
Boehm est de descendance hongroise. Il s'installe à Londres en 1862, est naturalisé en 1865, puis devient Sculptor in Ordinary de la reine Victoria du Royaume-Uni. 
Joseph Boehm est surtout connu pour avoir réalisé le buste de reine Victoria du Royaume-Uni présente sur les différentes monnaies britanniques de 1887, émises à l'occasion de son jubilé, et la statue du 1er duc de Wellington située à Hyde Park Corner à Londres.
Édouard Lanteri (1848-1917) fut son collaborateur de 1872 à 1890.

## Élèves
- Alfred Gilbert

## Galerie

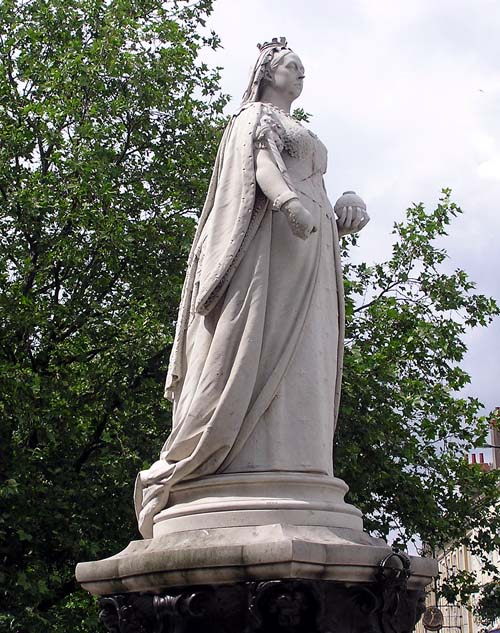
Monument à la reine Victoria au College Green à Bristol.
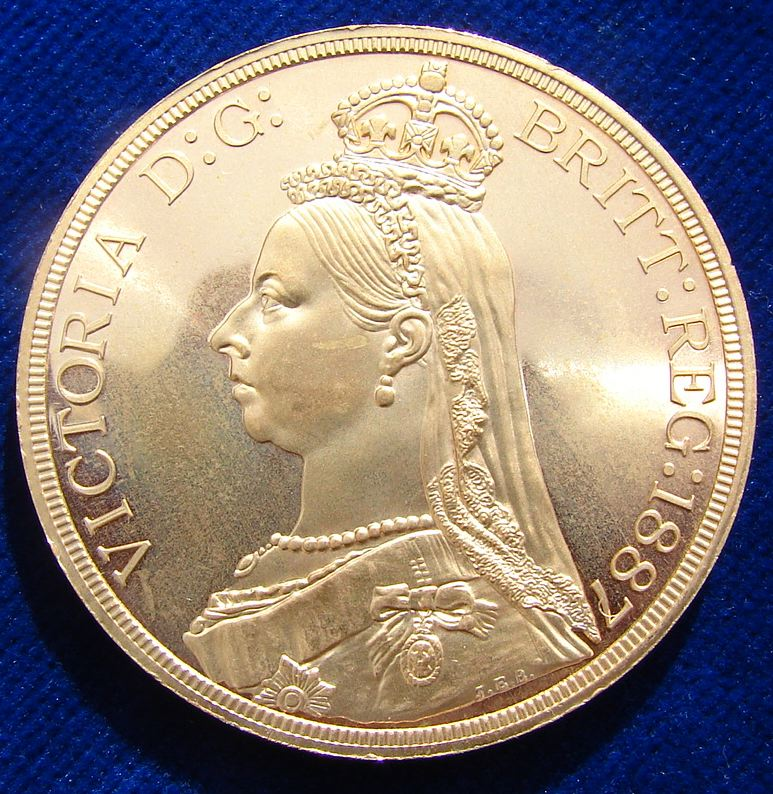
Pièce de 1 couronne (5 shillings), Jubilee Head par Joseph Boehm (1887).